# Eulogio Martínez
Eulogio Ramiro Martínez (ur. 11 marca 1935 w Asunción, zm. 29 września 1984) – piłkarz paragwajski, naturalizowany w Hiszpanii, występujący na pozycji napastnika. Występował w klubach: Atlántida SC, Club Libertad i FC Barcelona. Nosił przydomek Abrelatas. Wzrost 172 cm, waga 70 kg.

## Życiorys
Jako piłkarz Club Libertad zdobył w 1955 mistrzostwo Paragwaju oraz, mając 20 lat, wraz z reprezentacją Paragwaju wziął udział w turnieju Copa América 1955. Paragwaj zajął 5. miejsce, a Martínez zagrał we wszystkich 5 meczach – z Argentyną (zdobył bramkę), Urugwajem, Ekwadorem, Chile i Peru. Po mistrzostwach Ameryki Południowej przeniósł się do Hiszpanii, by grać w klubie FC Barcelona.
W barwach katalońskiego klubu zadebiutował w sezonie 1956/1957 w wieku 21 lat. Następnie występował tam przez sześć sezonów, w 225 meczach zdobył 168 goli. Z tym klubem zdobył dwa mistrzostwa Hiszpanii, dwa Puchary Hiszpanii i dwa Puchary Miast Targowych podczas sezonów od 1956 do 1960.
W 1962 roku został powołany do reprezentacji Hiszpanii na Mistrzostwa Świata w 1962. Hiszpania odpadła w fazie grupowej, a Eulogio Martínez zagrał tylko w jednym meczu – z Czechosłowacją.
Po mistrzostwach grał w Elche CF, Atlético Madryt, a na koniec w Europa Barcelona.
W reprezentacji Paragwaju Martínez rozegrał 9 meczów i zdobył 4 bramki, następnie w reprezentacji Hiszpanii rozegrał 8 meczów oraz zdobył 6 bramek.
Zmarł 29 września 1984 na skutek obrażeń doznanych w wypadku samochodowym.